# توكارام
سانت توكارام (بالسنسكريتية: संत तुकाराम)‏ كان قديسا (وليًا) من الحجاج البارزين وشاعرًا روحيًا أثناء حركة بهاكتي في الهند.
ولد توكارام وعاش معظم حياته في ديهو، وهي مدينة قريبة من بوني في مهاراشترا، الهند. ويعتبره كل من: كومار، ومونشي، وكينكايد، وباراسينسا من طائفة الفاني أو من طبقة البقالين. وقد أطلق سانت توكارام على نفسه اسم كونبي. ووفقًا للتقاليد الهندية القديمة، نادرًا ما يستخدم اسم العائلة توكارام في التعريف به. واسمه الحقيقي هو توكارام بولهوبا آمبيل. وعلى الأرجح، فإنه وفقًا لتقاليد هندية أخرى لمنح اللقب «سانت» (संत) إلى من يستحق، عادة ما يُعرف توكارام في مهاراشترا باسم سانت توكارام. ويعرف باسم بهكاتي توكارام عند شعب جنوب الهند.
اختلف الباحثون في تحديد تاريخ ميلاد سانت توكارام: 1602 و1608 و1618 و1639. وكانت سنة وفاته 1650، وهذا ما عليه أكثر الباحثين.
ماتت زوجة سانت توكارام الأولى، راخوماباي، في 1602 وهي في مقتبل عمرها. وكان لسانت توكارام وزوجته الثانية، جيجاباي (وتعرف أيضًا باسم أفالي Āvali) ثلاثة أبناء، وهم: سانتو أو مهاديف، وفيثوبا، ونارايان.
أما ديليب بوروشوتام تشيتري، وهو باحث مهارتي معروف، فقد وصف توكارام بأنه أول شاعر مهارتي حديث. ويعتقد تشيرتي أن توكارام كان ثاني قديس بعد سانت دنيانيشوار الذي ناهض فكرة التسلسل الهرمي الطبقي في الديانة الهندوسية وهاجم الطقوس الشعائرية في الدهارما الهندوسية.

## حياته الروحية والشعر

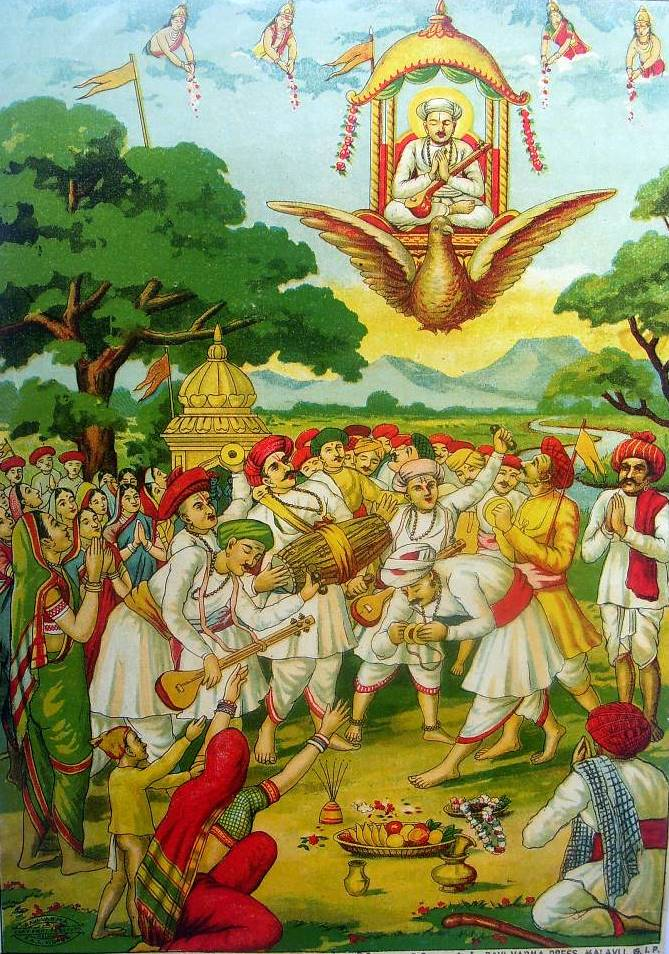
غادر توكارام إلى فايكونثا (Vaikuntha)، حيث مسكن فيشنو.

كان سانت توكارام من أتباع الإله فيثالا أو فيثوبا، وهو شكل من أشكال كريشنا.
ويُعد سانت توكارام هو نقطة التحول في التقاليد الهندية، والتي من المفترض أنها بدأت في مهاراشترا مع نامديف. يحظى كل من دنيانيشوار ونامديف وجاناباي وإكناث وتوكارام بكثير من التوقير والإجلال، ولا سيما في الدهارما (वारकरी) في مهاراشترا. وتأتي معظم المعلومات حول حياة قديسي مهاراشترا من أعمال بهاكتي وايجاي وبهاكتي ليلامورت لـ ماهيباتي. ولد ماهيباتي بعد 65 سنة من وفاة توكارام، (ومات توكارام بعد 50 سنة من وفاة إيكاناث و300 سنة من وفاة نامديف و353 سنة من وفاة دنيانيشوار). ولذا بلا شك اعتمدت مخططات حياته على جميع «القديسين» أعلاه في المقام الأول على الشائعات.

## نيمديف كمعلم طائفة دينية
قبل سانت توكارام سانت نيمديف على أنه معلم طائفته الدينية. وواحدة من أناشيده دليل على ذلك. علم نيمديف أنه جاء مع الإله فيثالا في حلم توكارام.
وذكر أيضًا سانت توكارام في واحدة من أناشيده أن اسم زعيم طائفته الدينية هو «باباجي تشايتانيا».

## في الأفلام
كان سانت توكارام موضوع فيلم بعنوان سانت توكارام من أفلام السير الذاتية، وقد كتب هذا الفيلم عام 1936 كل من داميل وإس فاتيلال، والفيلم من إنتاج شركة برابهات السينمائية، بطولة فيشنوبانت باجينز الذي لعب دور الزعيم، وصدر هذا الفيلم في 12 ديسمبر 1936 وعرض في السينما المركزية في مومباي. ونجح الفيلم نجاحًا كبيرًا، وحطم جميع الأرقام القياسية السابقة ووصل إلى أن تم عرضه باستمرار لمدة 57 أسبوعًا. وحصل على جائزة في مهرجان البندقية السينمائي الخامس في 1937، ولا يزال جزءًا من الأفلام الحائزة على التقدير. وتم حفظه في أرشيف الأفلام الوطنية الهندية.
- فيلم مهارتي لعام 2012.
- تم إنتاج قصة توكارام بلغة التيلوغو باسم بهاكتي توكارام في 1973 بواسطة شركة أنجالي بيكتشرز. ولعب أكينيني ناجيشوارا رو الدور الرئيسي بكل تفانٍ.[11]
- ولعب دكتور راج كومار دور «سانتا توكاراما» في إصدار لغة كانادا.

## الكتب
لقد ترجم ديليب تشيتري، وهو كاتب وشاعر ونحات ورسام هندي مشهور (18 سبتمبر 1938 - 10 ديسمبر 2009)، كتابات سانت توكارام إلى الإنجليزية في كتاب بعنوان أقوال توكا (Says Tuka) حصل بسببه على جائزة أكاديمية ساهتيا في عام 1994. وترجم هذا الكتاب بعد ذلك إلى لغات أخرى.

## معلومات المراجع
- Ayyappapanicker، K. (1997). Medieval Indian Literature: An Anthology. Sahitya Akademi. ISBN:81-260-0365-0. {{استشهاد بكتاب}}: الوسيط author-name-list parameters تكرر أكثر من مرة (مساعدة)
- Starr, Chester G. (1991). A history of the ancient world. Oxford [Oxfordshire]: Oxford University Press. ISBN:0-19-506629-4.
- Ranade، Ramchandra D. (1994). Tukaram. New York: State University of New York Press. ISBN:0-7914-2092-2.
- Multiple Essays on Sant Tukaram and his work in books of M. V. Dhond
- "Shakti Saushthava शक्ती सौष्ठव" by D. G. Godse
- "Vinoba Saraswat" by فينوبا بهافي (edited by Ram Shewalkar)
- "Tryambak Shankar Shejwalkar Nivadak Lekhsangrah" by T S Shejwalkar (collection- H V Mote, Introduction- G D Khanolkar)

## كتابات أخرى
- Fraser، James Nelson (1922). The Life and Teaching of Tukārām. The Christian Literature Society for India, Madras. {{استشهاد بكتاب}}: الوسيط author-name-list parameters تكرر أكثر من مرة (مساعدة)

## وصلات خارجية
- توكارام على موقع الموسوعة البريطانية (الإنجليزية)
- توكارام على موقع ميوزك برينز (الإنجليزية)

- Tukaram Online
- Tukaram Gatha in Marathi
- Abhang of Tukaram Maharaj
- Samadhi of Sant Tukaram